# Mark Tilden

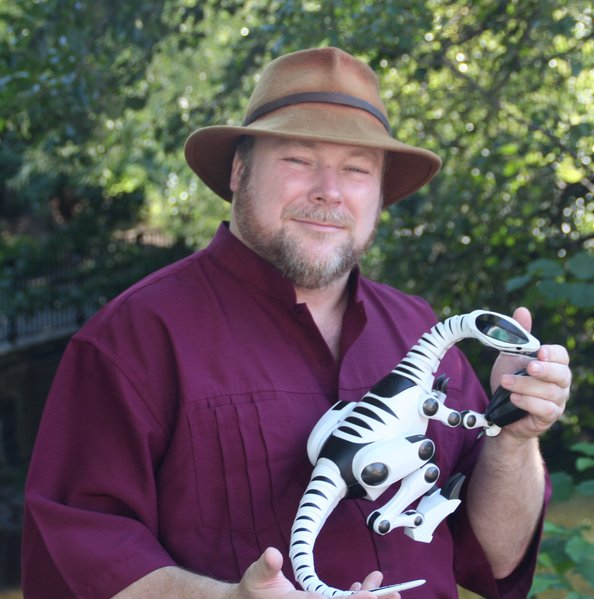
Mark Tilden

Mark W. Tilden é conhecido pela sua invenção da Robótica BEAM. Ele é um criador de robôs controverso. Produz robôs que executam movimentos complexos sendo controlados por circuitos analógicos simples, Geralmente tudo em um único chip de lógica e sem um microprocessador.
Nascido no Reino Unido, começou a estudar na Universidade de Waterloo, depois foi para o Laboratório Nacional Los Alamos, onde desenvolveu robôs como o SAT bot, um satélite que se alinha ao campo magnético da Terra. Ele agora trabalha para a WowWee Toys fazendo robôs biomórficos como o B.I.O. Bug e o RoboSapien .
Mark e seus robôs já apareceram em inúmeros especiais de televisão, entre ele "Robots Rising" (Discovery), "The Shape of Life" (PBS), "TechnoSpy" (TLC), e "Extreme Machines - Incredible Robots" (TLC).
Tilden era o consultante técnico para as cena com robôs no filme Tomb Raider.